# Mučići
Mučići su naselje u Hrvatskoj u sastavu općine Matulja. Nalaze se u Primorsko-goranskoj županiji.

## Zemljopis
Sjeverno su Permani i Ružići, zapadno su Zaluki,Škalniški i Zvoneće, sjeveroistočno je Breza, jugoistočno su Brnčići, Kastav, Spinčići, Trinajstići, Rubeši i Jušići, južno su Jurdani, Mihotići i Matulji, jugozapadno je Rukavac.

## Stanovništvo
| broj stanovnika | 578   | 653   | 217   | 231   | 234   | 226   | 831   | 840   | 411   | 367   | 409   | 324   | 319   | 323   | 342   | 362   | 347   |
|                 | 1857. | 1869. | 1880. | 1890. | 1900. | 1910. | 1921. | 1931. | 1948. | 1953. | 1961. | 1971. | 1981. | 1991. | 2001. | 2011. | 2021. |